# NGC 1343
NGC 1343 је спирална галаксија у сазвежђу Касиопеја која се налази на NGC листи објеката дубоког неба.
Деклинација објекта је + 72° 34' 17" а ректасцензија 3h 37m 49,8s. Привидна величина (магнитуда) објекта NGC 1343 износи 12,8 а фотографска магнитуда 13,6. NGC 1343 је још познат и под ознакама UGC 2792, MCG 12-4-1, CGCG 327-5, 7ZW 8, IRAS 03324+7224, PGC 13384.